# Пучков, Дмитрий Юрьевич
Дми́трий Ю́рьевич Пучко́в (род. 2 августа 1961, Кировоград, Украинская ССР), также известен под псевдонимом «старший оперуполномоченный Goblin», — российский блогер, писатель, публицист, переводчик. Обладатель серебряной (2015) и золотой (2018) кнопок YouTube. Лауреат премии «Медиаперсона года» (2017) газеты «Комсомольская правда в Санкт-Петербурге», а также премии «ТОП 50. Самые знаменитые люди Петербурга» (2009) от журнала «Собака.ru» в номинации «Медиа». Член Общественного совета при Министерстве культуры Российской Федерации (2012—2015).

## Биография
Родился 2 августа 1961 года в Кировограде (ныне Кропивницкий) в семье военнослужащего и учительницы; имеет брата (старше на 5 лет) и сестру (старше на 3 года). Предки отца имели немецкие корни, мать — русская.
Мать работала в школе для слепоглухих. Отец одно время проходил службу в качестве военного советника в КНДР, где участвовал в строительстве аэродрома.
В школу Пучков пошёл на Украине, но рос в Ленинграде, в Купчино в «доме-корабле» на Бассейной улице (позже эта часть улицы была переименована в улицу Турку), куда семья переехала в 1969 году. Отмечает, что «когда переехали в Питер, очень долго считал себя украинцем, ведь родился я на Украине». Десятый класс окончил в Германии под Берлином, по месту службы отца в Группе советских войск в Германии, в школе № 89 населённого пункта Вюнсдорф, шестой по счёту своей школе. Семья жила скромно, отец сам делал мебель, и до поступления старшего брата (в настоящее время — полковник) в военное училище Пучков спал на раскладушке, поскольку не имел своей комнаты.
В детстве он был «суровым юным натуралистом», и поэтому у него дома всегда стояли «аквариумы, террариумы, где жили рыбы, тритоны, головастики, лягушки и даже уж». Любимой телевизионной передачей была «Очевидное — невероятное», журналами — «Знание — сила» и «Химия и жизнь», а любимой книгой — «Повесть о настоящем человеке»; любимый фильм — «Щит и меч». В купчинской среде имел кличку «Дима-Культурист».
После получения аттестата зрелости пробовал поступить в Ленинградский электротехнический институт связи имени профессора М. А. Бонч-Бруевича, однако не сдал вступительный экзамен по физике и поступил в Ленинградский техникум авиационного приборостроения и автоматики, который не окончил; окончил автошколу ДОСААФ и три месяца до призыва в армию проработал шофёром ГАЗ-51 на молокозаводе, хлебозаводе и в детском саду.
По словам Пучкова, семью он создал в 1978 году, женился 5 апреля 1980 года, а за месяц до этого у него родился сын. Являясь поклонником рок-группы Deep Purple, перед женитьбой намеревался сменить фамилию на Блэкмор в честь Ричи Блэкмора. Сын является руководителем в строительной компании, жена старше его на «три класса» (школьных). По словам Пучкова, его жена имеет корейские и еврейские корни. Жена является соучредителем нескольких компаний. В 2018 году у Пучкова родился внук.
Срочную службу проходил (с 12 мая 1980 по 29 июня 1982) в военно-транспортной авиации в Медвежьих Озёрах, водителем воздухозаправщика на базе ЗИЛ-131. Уволился из рядов вооружённых сил в 1982 году в звании ефрейтора.
После увольнения из армии некоторое время работал автослесарем, потом водителем самосвала IFA W50, затем на большегрузных тягачах. В это время вместе с женой жил в коммуналке в полежаевском доме на Старорусской улице. В дальнейшем приходилось переходить с одной работы на другую. До начала 1990-х годов успел сменить профессии таксиста, шлифовщика, токаря, кузнеца, слесаря, сантехника, электрика, кинолога, библиотекаря в Библиотеке Академии наук, помощника бурильщика, инженера-гидрогеолога. Из-за болезни сына был вынужден переселиться в Узбекистан, где прожил два года в Ферганской долине в 30 километрах от Ферганы около нефтепромысла Чимион, работая сантехником в местном санатории, а затем в геологической партии, где занимался ручным бурением скважин с минеральной водой в качестве техника-электрика, техника-гидрогеолога и помощника бурильщика. Занимался продажей копировальных машин Xerox в Среднюю Азию.
После возвращения в Ленинград стал работать шлифовщиком штангенциркулей на инструментальном заводе.
В 1992 году поступил на службу в милицию Санкт-Петербурга на должность милиционера. На выбор профессии, по словам Д. Пучкова, повлияло прочтение романа А. И. Солженицына «Архипелаг ГУЛАГ», поскольку хотел лично убедиться в том, как работают правоохранительные органы. Затем стал кинологом, вскоре окончил двухлетнюю Санкт-Петербургскую специальную среднюю школу милиции МВД России (ныне не существует) по специальности «правоохранительная деятельность». Английский язык начал изучать на двухгодичных курсах при Дворце культуры милиции имени Ф. Э. Дзержинского (ныне — Культурный центр ГУ МВД России по г. Санкт-Петербургу и Ленинградской области). По собственным словам, «работа не тяготила; даже то, что кабинет был оборудован прямо в камере во внутренней тюрьме ГУВД на Литейном проспекте, не смущало». Был дежурным в тюрьме, позже руководил работой тюремной оперчасти, затем перешёл на работу в уголовный розыск.
Во время службы в милиции Пучков получил прозвище «Гоблин». Пучков отмечал, что друживший с милиционерами журналист А. Г. Невзоров называл их «еринскими упырями», по фамилии министра внутренних дел Российской Федерации В. Ф. Ерина. Одна из газетных статей, повествующая о незаконопослушных милиционерах, которую Дмитрий прочёл с коллегами по службе, была озаглавлена «Гоблины в милицейских шинелях». С тех пор он и коллеги иронически называли друг друга «гоблинами», а самого Дмитрия, как старшего оперуполномоченного, называли «старшим гоблином». Это прозвище впоследствии стало творческим псевдонимом Дмитрия Пучкова.
Уволился из милиции в 1998 году с должности старшего оперуполномоченного, в звании старшего лейтенанта. Об увольнении, опять же со слов самого Дмитрия: «ушёл из органов, когда жена занялась коммерцией: решение коммерческих проблем в должности опера считал неэтичным. К моему увольнению жена натрудилась на целый магазин». «Но когда уволился, год себе места не находил и через год пришёл проситься обратно. Не взяли. Я уже запятнал себя сотрудничеством с коммерческими структурами и превратился в предателя и изменщика. Тогда я плюнул и с тех пор по этому поводу не переживал». По словам Пучкова, когда он начал работать в милиции, то его заработная плата составляла 26 долларов США, а к увольнению — 180.
С 2000 года стал жить на Лиговском проспекте. Для себя считает Санкт-Петербург лучшим городом для проживания, откуда может уехать «исключительно ради каких-то трудов и не навсегда», поскольку, по его словам, невозможность посетить в любое время Эрмитаж и Мариинский театр психологически его угнетает.
С 2012 по 2015 год входил в состав Общественного совета при Министерстве культуры Российской Федерации, где выступал в качестве эксперта по оценке сценариев фильмов, подающих заявку на получение государственного финансирования.

## Взгляды
Практиковал «йогу в различных её проявлениях», но разочаровался по следующей причине:

У меня было три видных учителя, питерские гуру. Все они закончили свой путь к просветлению в психиатрической лечебнице. Некоторые их ученики оказались там же. Я такого финала не захотел.
Определяет свои политические взгляды как левые и как взгляды патриота-государственника. Является противником антисоветизма и русофобии:

Антисоветчик — всегда русофоб, а любой русофоб — это враг моей страны.
Про отношение к коммунизму заявляет, что «воспитан при коммунистах, и хотя сам не коммунист и никогда им не был, но считаю, что воспитали меня правильно», «я не состою в коммунистической партии, потому что не считал себя достойным в неё вступить в те времена, когда она ещё была в реальной силе». К коммунистической идеологии относится с большим уважением:

У нас никогда не было никакой другой идеологии, кроме коммунистической. Которая, кстати, привела к нечеловеческим прорывам во всех областях. Начиная от социального равенства и заканчивая набившими оскомину полётами в космос. По ходу дела ещё и победа случилась в величайшей в истории человечества войне. Когда наших военнослужащих брали в плен, то в первую очередь убивали замполитов, а не попов. Потому что именно они были носителями идеологии, которая в свою очередь была секретом успеха советского народа.
 В 2014 году поддержал аннексию Крыма; в 2022 году поддержал вторжение России на Украину.

## Санкции
16 декабря 2022 года, на фоне российского вторжения на Украину, Пучков был включён в санкционный список всех стран Евросоюза за распространение пропаганды:

Дмитрий Юрьевич Пучков — пропагандист и бывший член Общественного совета при Минкульте России. В 2014 году Пучков опубликовал книгу «Украина — это Россия», в которой воспроизвёл основные тезисы пропаганды о том, что Украина не является независимым государством. В марте 2022 года, в интервью прессе, Пучков поддержал агрессивную войну России против Украины, повторив основные тезисы российской пропаганды о том, что война была результатом агрессивных действий Украины и НАТО, и что Россия лишь защищает свою безопасность. Он продолжает распространять пропаганду о войне на Украине в газете «Комсомольская правда», финансируемой РФ, а также в различных социальных сетях.— «Официальный журнал Европейского союза», Брюссель, 16 декабря 2022 года
21 декабря 2022 года, по аналогичному основанию, Пучков попал под санкции Швейцарии, а 15 января 2023 года включён в санкционный список Украины за распространение пропаганды.

## Творчество

### Компьютерные игры
Творческий путь Дмитрий Пучков начал в 1997 году как автор заметок о компьютерных играх на сайте quake.spb.ru. В 1998 году начал публиковаться в профильных журналах «Навигатор игрового мира» и «Страна игр», где снискал популярность статьями в узнаваемом авторском стиле. В основном занимался шутерами, в частности, игрой Quake. Объёмистые руководства по игре Quake в дальнейшем были собраны воедино и в 1999 году опубликованы отдельной книгой под названием «Санитары подземелий».
Гоблин возглавил и осуществил локализацию компьютерных игр («Горький-17: Мужская работа», а также ряда других игр. Участвовал в написании текстов к отечественным играм «Шторм» и «Шторм: Солдаты неба».
В 2005 году Пучков приступил к съёмкам художественного фильма «Зомби в кровавом угаре». Проект закончен не был. В конце 2006 года вышла компьютерная игра «Санитары подземелий», в основу которой легла одна из сюжетных линий одноимённой книги. Игра «Санитары подземелий» получила два приза Gameland Award как лучшая отечественная ролевая игра и как лучшая отечественная игра 2006 года. Кроме того, игра получила индустриальный приз: на конференции разработчиков компьютерных игр 2007 года «Санитаров подземелий» отметили как лучшую ролевую игру. 19 сентября 2008 года состоялся релиз продолжения — «Санитары подземелий 2: Охота за Чёрным квадратом».
В 2006 году Гоблин принимал участие в закадровой озвучке фильма Петра Точилина «Хоттабыч». В этом же году сделал «смешной перевод» для компьютерной игры Stubbs the Zombie in Rebel Without a Pulse.
5 мая 2007 года фирма «1С», Дмитрий Пучков и продюсерская компания KranX Productions объявили о начале работы над проектом «Правда о девятой роте». Проект анонсирован как интерактивная реконструкция событий, произошедших в районе высоты 3234. 15 февраля 2008 года компьютерная игра «Правда о девятой роте» поступила в продажу. На середину марта 2008 года был назначен выход одноимённого документального фильма, в котором о тех же событиях рассказывают ветераны 345-го парашютно-десантного полка. Цель проекта — рассказ о реальных событиях, неверно освещённых в фильме «9 рота». В связи с этим Пучков подчёркивает, что игра не является сопутствующим товаром к фильму «9 рота»; и игра, и фильм имеют один первоисточник — события, произошедшие во время боя у высоты 3234.

### Кинопереводы
Параллельно с локализациями игр неофициально перевёл около 80 полнометражных фильмов. Переводом начал заниматься в 1995 году. Первым переведённым фильмом стал «Путь Карлито». По собственным словам «языковое образование получил на курсах при питерском ДК милиции имени Дзержинского». Официально перевёл фильмы «Хроники Риддика», «Бешеные псы», «Всем хана!», «Освободите Джимми», «Рок-н-рольщик», «Адреналин 2», «Кровавый четверг», «Типа крутой охранник», которые были выпущены на DVD. Полностью перевёл сериал «Клан Сопрано» (86 эпизодов по заказу телеканала ТВ-3), мультфильм «Отряд „Америка“: Всемирная полиция» для кинопроката, «Большой, длинный, необрезанный», первый и второй сезоны мультсериала «Южный Парк» (по заказу телеканала РЕН ТВ), мультипликационные сериалы «Робоцып», «Пол-литровая мышь», «Царь горы», «Папский городок», и «Том идёт к мэру» (по заказу телеканала 2x2), «Нечто», «Волк с Уолл-стрит», «Казино», «Зелёная миля», «Джентльмены», Министерство неджентльменских дел, Постал, Карты, деньги, два ствола, Большой куш, Макс Пейн, Большой Лебовский, Бладрейн, Фар Край, Страх и ненависть в Лас Вегасе, Марс атакует, Муви 43(для онлайн-кинотеатра Wink и Okko).
Широкая известность пришла к Гоблину после основания им студии «Божья искра», в рамках которой были выпущены пародийные переводы трёх частей киноэпопеи «Властелин колец» («Братва и кольцо», «Две сорванные башни» и «Возвращение бомжа») и нескольких других фильмов («Шматрица» и «Звёздные войны: Буря в стакане»), в которых высмеивались и доводились до абсурда недостатки творчества некоторых переводчиков текстов зарубежных фильмов — искажение смысла фильма неверным переводом, добавление собственных шуток. Один из пародийных «переводов» — «Антибумер» (пародия на фильм «Бумер») — был сделан по заказу кинокомпании «СТВ», вышел на DVD и неоднократно демонстрировался как в России по каналу «ТНТ», так и за рубежом (Украина, Белоруссия). В 2005 году принял участие в озвучивании фильма Павла Санаева «Последний уик-энд», записав небольшой фрагмент перевода несуществующего фильма «Отмороженные». В том же году принимал участие в озвучке компьютерной игры «Вивисектор: зверь внутри».

### Писательская деятельность
По мотивам «смешных переводов» трилогии «Властелин колец» вышли в печати три одноимённые книги. Также по первой книге, написанной на основе смешного перевода фильма, вышла компьютерная игра «Братва и кольцо». В том же году вышла специальная версия игры для социальной сети ВКонтакте. Игра по второй книге вышла в 2009 году, с названием «Две сорванные башни».
В сентябре 2008 года вышла книга «За державу обидно. Вопросы и ответы про СССР», представляющая собой сборник заметок с сайта oper.ru и комментарии к ним. В 2014 году в издательстве «Крылов» вышла книга «Украина це Россия», написанная по заметкам с сайта oper.ru.

### «Тупичок Гоблина»
В 1998 году на сайте dtf.ru при поддержке главного редактора dtf Дениса Большакова открылся форум, предназначенный для общения посетителей с Дмитрием Пучковым. Форум был назван «Tynu40k Goblina» (Тупичок Гоблина). 3 ноября 1999 года начал работать сайт oper.ru с тем же названием. По состоянию на 2020 год на сайт заходило более 120 000 посетителей в сутки. YouTube-канал «Dmitry Puchkov» имел более 3 млн подписчиков (на 27 июля 2022 года). В середине апреля 2020 года эта цифра составляла 1,75 млн подписчиков. Гоблин позиционирует свой сайт как «Систему формирования человека нового типа». Основной аудиторией «Тупичка» являются мужчины — студенты, а также те, кому 35 и более лет. А также на сайте создавал и раздавал игровые сервера для игр Quake III Arena и Unreal Tournament, Counter Strike.
Студия располагается в бывшем заводе «Красный Треугольник» на улице Розенштейна в доме 21, а команда «Тупичка» составляет семь человек.

#### «Синий Фил»
12 мая 2008 года стартовал проект «Синий Фил», где Пучков в цикле видеороликов рассказывает о новинках в мире кино, сериалов, а также личной жизни актёров. По словам Пучкова, название «Синий Фил — это от cinephile, кинолюб то есть». Каждый выпуск делился на несколько тематических рубрик:
1. «Кино и деньги» — о кассовых сборах и бюджетах фильмов,
2. «Вести с кинополей» — рассказ о готовящихся и запущенных кинопроектах,
3. «Светская хроника» — обзор сплетен и скандалы в мире кино,
4. «Серия за серией» — о новостях сериалов,
5. «Смотрим на выходных» — советы о том, какие находящие в прокате фильмы стоит посмотреть, а какие нет[5].

Только за первые сутки просмотра первый ролик добился 17 837 просмотров на YouTube, 831 загрузка с torrents.ru, 374 загрузки для мобильного телефона, 420 загрузок в формате avi.

#### «Опергеймер»
Проект «Опергеймер» нацелен на аудиторию людей, увлекающихся видеоиграми. Каждый видеоролик состоит из рубрик:
- «Деньги» — рассказ о выручке и затратах разработчиков игр,
- «Новости» — рассказ о новинках игр,
- и «Вещдоки» — рассказ о новинках техники: ноутбуки, телефоны и т. п.

По мнению журналистов «Лента.ру» Владимира Тодорова и Антона Болотова, «несмотря на весьма навязчивую рекламу, „Вещдоки“ нельзя назвать неинтересной или скучной благодаря узнаваемому голосу ведущего и тому, что в раздел попадают достаточно интересные вещи вроде коллекционного издания видеоигр с фигурками персонажей или модных очков виртуальной реальности».

#### «Образование»
В начале 2005 года Дмитрий Пучков запустил производство серии видеопередач под названием «Образование». Вышло 8 выпусков серии.

#### «Солженицынские чтения»
В 2015 году Дмитрий Пучков снял дилогию «Солженицынские чтения», направленную на опровержение исторической концепции и отдельных утверждений, изложенных в книге Александра Солженицына «Архипелаг ГУЛАГ». Первая часть работы была опубликована в феврале, вторая — в марте 2015 года. В 2019 году работу продолжили историк Клим Жуков и блогер Реми Майснер, разобравшие к ноябрю 2022 года первую часть произведения, «Один день Ивана Денисовича» и 1 главу второй части.

#### «Разведопрос»
В 2014 году Пучков на своём YouTube-канале открыл цикл встреч с интересными людьми, со средней продолжительностью 1,5 часа. До конца 2016 года было опубликовано более 1500 «Разведопросов».
В разное время участниками передачи выступают историки и публицисты Александр Дюков, Клим Жуков, Баир Иринчеев, Игорь Пыхалов, Александр Скробач, Олег Соколов, Борис Юлин, Егор Яковлев.

#### «Каба40k»
В этом проекте Пучков участвует в тестировании ножей, а также различных приборов для приготовления пищи: грилей, плит, вафельниц. В передаче также принимают участие друзья и знакомые Пучкова из числа блогеров и поваров, которые ему помогают готовить и пробовать различные блюда. Иногда в передаче готовятся блюда из известных фильмов и сериалов, таких как зити из «Клана Сопрано».

#### «В цепких лапах»
В этом проекте Пучков обозревает товары народного потребления.

#### «Властелин колёс»
В этом проекте выходили обзоры и тест-драйвы автомобилей.

#### Goblin News
Рубрика, в которой Пучков высказывает свой личный взгляд на текущие события в общественно-политической жизни России и за рубежом. По состоянию на 2020 год видеоролик, посвящённый смене власти на Украине в феврале 2014 года, собрал 4 148 808 просмотров, 113 000 лайков, 16 000 дизлайков и 11 364 комментария.

#### «Мыльный опер»
В этой рубрике Пучков вместе с Жуковым в форме дружеского диалога занимается историко-культурологическим разбором таких популярных американских телесериалов, как «Во все тяжкие», «Игра престолов», «Клан Сопрано», Fallout и «Рим»; в 2020 году по телесериалу «Рим» была следующая статистика: 1 090 090 просмотров, 21 000 лайков, 903 дизлайка и 800 комментариев.

#### «Вечерний излучатель»
Пропагандистская программа, целью которой указывается «продвижение в обществе традиционных духовно-нравственных ценностей». В шоу поддерживается российское вторжение на Украину и распространяются пропагандистские нарративы. Публикуется в VK и на Rutube. В сентябре 2022 года Пучков получил от российских властей президентский грант на проект, на сумму 18,7 млн рублей. В марте 2023 года был получен второй президентский грант суммой 22,5 млн рублей на продвижение программы и «раскрытие истинных причин попыток отмены российской государственности, культуры, науки».

### YouTube-канал
9 января 2007 года зарегистрировал YouTube-канал с названием «Dmitry Puchkov».
Удаление YouTube-канала
4 августа 2022 года канал Пучкова на видеохостинге YouTube был удалён администрацией сервиса за нарушение политики YouTube в отношении разжигания ненависти. Незадолго до блокировки (27 июля 2022 года) канал сумел преодолеть отметку в 3 миллиона подписчиков. Google пояснил, что «это был третий страйк канала за 90 дней, поэтому в соответствии с нашей политикой трёх предупреждений канал Дмитрия Пучкова был удалён».
Блогер прокомментировал удаление канала следующим образом: «Вражеский ресурс, чего от него ожидать. Сначала забанили в Фейсбуке, потом в Инстаграме, ну вот теперь забанили в YouTube. Но я же взрослый, я ещё полтора года назад перенёс всё на российские платформы, всё дублируется. Досадно, но что поделаешь». Пучков также заявил: «Это не канал удалили, это меня удалили. Это борьба со мной, а не с каналом. Вот я неугодный, поэтому канал удалили. Если я заведу другой, его удалят точно так же». «Если я гражданин своей страны и к своей стране отношусь положительно, то в рамках американской демократии это недопустимо. Я свою страну должен ненавидеть и всячески ей гадить, а если я этим не занимаюсь, то на американских ресурсах мне не место».
На удаление канала отреагировал Дмитрий Медведев, который пообещал отомстить: «Держитесь, тёзка! Мы за Вас отомстим». В конце сообщения он поставил подмигивающий эмодзи. Также на данное событие в своём Telegram-канале отреагировала представитель МИД РФ Мария Захарова, написав: «Фильм-антиутопия. Компьютер очень вежливо здоровается и сообщает человеку, что тот может попрощаться с результатом своего творчества, так как компьютерное сообщество полагает свои правила нарушенными».

## Отзывы
Творчество Дмитрия Пучкова получило неоднозначную оценку со стороны сообщества профессиональных переводчиков.
В 2005 году отмечен его талант, чувство юмора и достаточно высокий уровень профессионального мастерства.
Переводчик Андрей Гаврилов говорил про Дмитрия Пучкова так: «Он переводит неплохо, но, когда начинает устраивать эстрадные шоу в духе Петросяна, я этого терпеть не могу. Вообще, если перевод с матом, даже если так перевести правильнее всего, я не считаю это удачей переводчика — скорее, это провал». Переводчик Леонид Володарский вообще не считал Гоблина переводчиком: «Гоблин — он не переводчик. Переводчик это кто? Это тот, кто с карандашиком посидел и через четыре месяца выдал свою версию? Нет, переводчик — это тот, кто наушнички надел и начал переводить, это уже совершенно другая работа».
Бывший продюсер Гоблина Сергей Иванов утверждал, что сам Гоблин ничего не переводил, а использовал в качестве основного материала чужие переводы: «Я Пучкову объяснял: чтобы стать переводчиком или — ещё круче — синхронистом, нужно как минимум иметь высшее образование и знать переводоведение. К сожалению, он услышал только то, что надо пользоваться текстами, и стал заказывать распечатки чужих переводов, компилировать их и озвучивать. Он, конечно, добавлял кое-что и от себя, и ему казалось, что это что-то абсолютно новое и прекрасное». Иванов также утверждает, что Гоблин не так хорошо владеет английским языком, даже на разговорном уровне: «У Пучкова в принципе проблемы с разговорным английским, а перевод — это отдельная дисциплина, в которой надо практиковаться в течение нескольких лет. Сказать, что его зовут Дима и он бывший policeman, он вполне может, но на этом все. Так что все его старания казаться сведущим в этой сфере — это как минимум забавно».

## Произведения

### Книги
- Ст. о./у. Goblin. Санитары подземелий. Deathmatch Quake. — СПб.: Петербургский Транзит, 1999. — 372 с. — 1500 экз.
- Пучков Д. Ю. Братва и кольцо. — М., СПб.: АСТ: Астрель-СПб, 2006. — (Книги в смешном переводе Гоблина). — 24 000 экз. — ISBN 5-17-039786-0, ISBN 5-9725-0656-4.
- Пучков Д. Ю. Две сорванные башни. — М., СПб.: АСТ: Астрель-СПб, 2007. — (Книги в смешном переводе Гоблина). — 10 000 экз. — ISBN 5-17-041721-7, ISBN 5-9725-0794-3.
- Пучков Д. Ю. Возвращение бомжа. — М., СПб.: АСТ: Астрель-СПб, 2007. — (Книги в смешном переводе Гоблина). — 10 000 экз. — ISBN 5-17-045737-3, ISBN 978-5-9725-0910-2.
- Пучков Д. Ю. За державу обидно. Вопросы и ответы про СССР. — СПб.: Издательство «Крылов», 2008. — 448 с. — (Библиотека «Мужского клуба»). — 7000 экз. — ISBN 978-5-9717-0723-3.
- Пучков Д. Ю. Мужские разговоры за жизнь. — СПб.: Издательство «Крылов», 2009. — 448 с. — (Библиотека «Мужского клуба»). — 5000 экз. — ISBN 978-5-9717-0810-0.
- Пучков Д. Ю. Записки сантехника о кино. — СПб.: Издательство «Крылов», 2009. — 576 с. — (Библиотека «Мужского клуба»). — 7000 экз. — ISBN 978-5-9717-0838-4.
- Пучков Д. Ю. Украина це Россия. — СПб.: Издательство «Крылов», 2014. — 352 с. — (Библиотека «Мужского клуба»). — 3000 экз. — ISBN 978-5-4226-0256-8.
- Пучков Д. Ю. Разведопрос. Трудно быть русским. — СПб.: Издательство «Крылов», 2015. — 288 с. — (Библиотека «Мужского клуба»). — 5000 экз. — ISBN 978-5-4226-0257-5.
- Пучков Д. Ю. Разведопрос. Наша Победа. — СПб.: Издательство «Крылов», 2015. — 384 с. — (Библиотека «Мужского клуба»). — 5000 экз. — ISBN 978-5-4226-0259-9.
- Пучков Д. Ю. Вопросы и ответы. Про Украину и не только. — М.: Издательство «Крылов», 2015. — 288 с. — (Библиотека «Мужского клуба»). — 3000 экз. — ISBN 978-5-4226-0262-9.
- Пучков Д. Ю. Санитары подземелий. — СПб.: Издательство «Крылов», 2016. — ISBN 978-5-4226-0248-3.
- Пучков Д. Ю. Урок истории. — СПб.: Издательство «Крылов», 2017. — 384 с. — (Библиотека «Мужского клуба»). — ISBN 978-5-4226-0279-7.
- Пучков Д. Ю. Предисловие // Яковлев Е. Н. Война на уничтожение. Что готовил Третий Рейх для России. — СПб.: Питер, 2017. — С. 6—8. — 352 с. — ISBN 978-5-4461-0350-8.
- Пучков Д. Ю. Самогон. — СПб.: Питер, 2017. — 272 с. — ISBN 978-5-4461-0490-1.
- Пучков Д. Ю. Предисловие // Яковлев Е. Н. Красный шторм. Октябрьская революция глазами российских историков. — СПб.: Питер, 2018. — С. 6—8. — 288 с. — ISBN 978-5-4461-0709-4.
- Пучков Д. Ю. Билет в кино. — СПб.: Издательство «Крылов», 2017. — 416 с. — (Библиотека «Мужского клуба»). — ISBN 978-5-4226-0302-2.
- Пучков Д. Ю. Предисловие // Попов М. В. Диалектика. Ключ к истине / Предисл. Дмитрий Goblin Пучков. — СПб.: Питер, 2018. — С. 4—5. — 384 с. — (Тупичок Гоблина). — 3500 экз. — ISBN 978-5-4461-0625-7.
- Пучков Д. Ю. Предисловие // Современный фашизм / Предисл. Дмитрий Goblin Пучков. — СПб.: Питер, 2018. — С. 5—8. — 224 с. — (Тупичок Гоблина). — ISBN 978-5-4461-0412-3.
- Попов М. В., Пучков Д. Ю. О фашизме // Современный фашизм / Предисл. Дмитрий Goblin Пучков. — СПб.: Питер, 2018. — С. 85—154. — 224 с. — (Тупичок Гоблина). — 5000 экз. — ISBN 978-5-4461-0412-3.
- Пучков Д. Ю. О фашизме в США // Современный фашизм / Предисл. Дмитрий Goblin Пучков. — СПб.: Питер, 2018. — С. 207—223. — 224 с. — (Тупичок Гоблина). — 5000 экз. — ISBN 978-5-4461-0412-3.
- Пучков Д. Ю. Предисловие к русскому изданию // Пиледжи Н. Славные парни[англ.] / Предисл. Дмитрий Goblin Пучков. — СПб.: Питер, 2018. — С. 5—8. — 384 с. — ISBN 978-5-496-03226-1.
- Пучков Д. Ю. Предисловие // Юлин Б. В. Вехи русской истории. — СПб.: Питер, 2018. — С. 7—19. — 240 с. — (Разведопрос). — 4000 экз. — ISBN 978-5-4461-0692-9.
- Пучков Д. Ю. Предисловие // Юлин Б. В. Бородино: Стоять и умирать!. — СПб.: Питер, 2018. — С. 6. — 320 с. — (Разведопрос). — 4000 экз. — ISBN 978-5-4461-0781-0.
- Пучков Д. Ю. Предисловие // Яковлев Е. Н. Нацизм. — СПб.: Питер, 2018. — С. 4—6. — 224 с. — 4000 экз. — ISBN 978-5-4461-0863-3.
- Яковлев Е. Н., Пучков Д. Ю. Что мы празднуем 9 мая // Яковлев Е. Н. Нацизм. — СПб.: Питер, 2018. — С. 7—60. — 224 с. — 4000 экз. — ISBN 978-5-4461-0863-3.
- Яковлев Е. Н., Пучков Д. Ю. О славянах и расовой теории // Яковлев Е. Н. Нацизм. — СПб.: Питер, 2018. — С. 75—142. — 224 с. — 4000 экз. — ISBN 978-5-4461-0863-3.
- Яковлев Е. Н., Пучков Д. Ю. О нацистском геноциде // Яковлев Е. Н. Нацизм. — СПб.: Питер, 2018. — С. 143—223. — 224 с. — 4000 экз. — ISBN 978-5-4461-0863-3.
- Пучков Д. Ю. Предисловие // Яковлев Е. Н., Попов М. В. Коммунизм / Предисл. Дмитрий Goblin Пучков. — СПб.: Питер, 2019. — С. 4—6. — 223 с. — (Тупичок Гоблина). — 5000 экз. — ISBN 978-5-4461-0904-3.
- Пучков Д. Ю. Предисловие // Соколов О. В. Битва трёх императоров. Наполеон, Россия и Европа. 1799 — 1805 гг. — СПб.: Питер, 2019. — С. 5—7. — 656 с. — (Разведопрос). — ISBN 978-5-4461-1047-6.
- Пучков Д. Ю. Почему марксизм? // Попов М. В., Моисеенко Д. А., Жуков К. А. Актуальный марксизм / Предисл. Дмитрий Goblin Пучков. — СПб.: Питер, 2019. — С. 4—6. — 256 с. — (Тупичок Гоблина). — ISBN 978-5-4461-1147-3.
- Пучков Д. Ю. Предисловие // Дюков А. Р. За что сражались советские люди / Предисл. Дмитрий Goblin Пучков. — СПб.: Питер, 2019. — 480 с. — (Разведопрос). — ISBN 978-5-4461-1258-6.
- Пучков Д. Ю. Предисловие // Пыхалов И. В. Финляндия: государство из царской пробирки / Предисл. Дмитрий Goblin Пучков. — СПб.: Питер, 2019. — С. 4—6. — 288 с. — (Разведопрос). — ISBN 978-5-4461-1289-0.
- Пучков Д. Ю. Предисловие // Ильченко С. Н. Как нас обманывают СМИ. Манипуляция информацией / Предисл. Дмитрий Goblin Пучков. — СПб.: Питер, 2019. — С. 5—7. — 320 с. — (Разведопрос). — ISBN 978-5-4461-0989-0.
- Пучков Д. Ю. Предисловие. Солдатская энциклопедия Афгана // Бобров Г. Л. Порванные души. Снайпер в Афгане / Предисл. Дмитрий Goblin Пучков. — СПб.: Питер, 2019. — С. 4—5. — 384 с. — (Разведопрос). — ISBN 978-5-4461-0988-3.
- Пучков Д. Ю. Предисловие // Юлин Б. В. Войны конца Российской империи / Предисл. Дмитрий Goblin Пучков. — СПб.: Питер, 2019. — С. 4—6. — 320 с. — (Разведопрос). — ISBN 978-5-4461-0782-7.
- Пучков Д. Ю. Предисловие // Юлин Б. В. Русско-японская война 1904—1905 гг. Потомки последних корсаров / Предисл. Дмитрий Goblin Пучков. — СПб.: Питер, 2019. — С. 6—16. — 224 с. — (Разведопрос). — ISBN 978-5-4461-0703-2.
- Юлин Б. В., Пучков Д. Ю. Предисловие // Самченко С. Г. По главному фарватеру эпохи. От последнего паруса до первой ракеты / Предисл. Борис Юлин, Дмитрий Goblin Пучков. — СПб.: Питер, 2019. — С. 4—5. — 384 с. — (Разведопрос). — ISBN 978-5-4461-0903-6.
- Пучков Д. Ю. Предисловие // Попов М. В. Борьба классов. Здесь и сейчас / Предисл. Дмитрий Goblin Пучков. — СПб.: Питер, 2019. — С. 4—6. — 320 с. — (Тупичок Гоблина). — ISBN 978-5-4461-1351-4.
- Жуков К. А., Пучков Д. Ю. «Рим». Мир сериала. — СПб.: Питер, 2020. — 784 с. — (Тупичок Гоблина). — ISBN 978-5-4461-1317-0.
- Пучков Д. Ю. Огонь, дрова, мясо. — СПб.: Питер, 2020. — 208 с. — ISBN 978-5-4461-0887-9.
- Пучков Д. Ю. Предисловие к русскому изданию // Пиледжи Н. Казино. Любовь и власть в Лас-Вегасе[англ.] / Предисл. Дмитрий Goblin Пучков. — СПб.: Питер, 2021. — 384 с. — ISBN 978-5-4461-0978-4.
- Пучков Д. Ю. Предисловие к русскому изданию // Мейсон Р. Трусливый ястреб[англ.] / Предисл. Дмитрий Goblin Пучков. — СПб.: Питер, 2021. — С. 7–11. — 512 с. — (Тупичок Гоблина). — ISBN 978-5-4461-1022-3.
- Пучков Д. Ю. Предисловие к русскому изданию // Дэш М.[англ.] Первая семья: клан Джузеппе Морелло и зарождение американской мафии / Предисл. Дмитрий Goblin Пучков. — СПб.: Питер, 2022. — С. 6–10. — 512 с. — ISBN 978-5-4461-1866-3.

### Игры
- 2000 (2001) — Горький-17. Мужская работа (перевод)
- 2002 — Крутой Сэм: Второе пришествие (перевод, а также совместная озвучка Никитой Джигурдой[10])
- 2003 — Бумер: Сорванные башни
- 2006 — Санитары подземелий
- 2006 — Братва и кольцо
- 2008 — Санитары подземелий 2: Охота за Чёрным квадратом
- 2008 — Правда о девятой роте
- 2009 — Буря в стакане: Гонки на маршрутках
- 2009 — Две сорванные башни
- 2013 — Tank Domination[122]

### Переводы
Книги
- Миллер Ф. Город грехов [графический роман] = Sin City: The Hard Goodbye. — СПб.: Амфора, 2005. — (Графический роман). — 5000 экз. — ISBN 5-94278-871-5, ISBN 1-59307-293-7.

Фильмы и сериалы
- Переводы «Полный Пэ» («правильные»)[123]:
  - Безумный Макс 2: Воин дороги / Mad Max 2: The Road Warrior
  - Продавец / The Goods
  - Грязь / Filth
  - Блэйд / Blade
  - Блэйд 2 / Blade 2
  - Криминальное чтиво / Pulp Fiction
  - Кобра / Cobra
  - Апокалипсис сегодня / Apocalypse Now
  - Большой Лебовски / The Big Lebowski
  - Большой куш / Snatch
  - Карты, деньги, два ствола / Lock, Stock and Two Smoking Barrels
  - Святые из Бундока / The Boondock Saints
  - Кровавый четверг / Thursday
  - Адреналин 2: Высокое напряжение / Crank: High Voltage
  - Тринадцатый воин / 13th Warrior
  - 28 дней спустя / 28 Days Later
  - Чужой / Alien
  - Чужие / Aliens
  - Чужой 3 / Alien 3
  - Плохой Санта / Bad Santa
  - Плохой Санта 2 / Bad Santa 2
  - Гран Торино / Gran Torino
  - Добро пожаловать в Zомбилэнд / Zombieland
  - Плохой лейтенант / Bad Lieutenant
  - Рок-н-рольщик / RocknRolla
  - Терминатор / Terminator
  - Убить Билла / Kill Bill
  - Терминатор 2: Судный день / Terminator 2: Judgment Day
  - Война против всех / War on Everyone
  - Кунг Фьюри / Kung Fury
  - Постал / Postal
  - Хоттабыч (фильм)
  - Не грози Южному централу, попивая сок у себя в квартале / Don’t Be a Menace to South Central While Drinking Your Juice in the Hood (1996)
  - Девятый / Nine
  - Цельнометаллическая оболочка / Full metal jacket (1987)
- Переводы «Божья искра» (смешные)[124]:
  - «Властелин колец: Братва и кольцо» (исходное название — «Властелин колец: Братство кольца»)
  - «Властелин колец: Две сорванные башни» (исходное название — «Властелин колец: Две крепости»)
  - «Властелин колец: Возвращение бомжа» (исходное название — «Властелин колец: Возвращение короля»)
  - «Шматрица» (исходное название — «Матрица»)
  - «Звёздные войны: Буря в стакане» (исходное название — «Звёздные войны: Скрытая угроза»)
  - «Антибумер» (исходное название — «Бумер»)

Сериалы:
- Рим
- Клан Сопрано
- Тюрьма Оз (1 сезон)
- Эш против зловещих мертвецов
- Во все тяжкие

Мультсериалы:
Показывались на канале 2x2:
- Южный Парк (1 и 2 сезоны, «Большой, длинный и необрезанный»)
- Робоцып (Robot Chicken)
- Царь горы (King of the Hill)
- Том идёт к мэру (Tom Goes to the Mayor)
- Пол-литровая мышь (12 oz. Mouse)
- Папский городок (Popetown)
- Мохнатики (Fur TV)
- Чак Норрис и карате коммандос[англ.] (Chuck Norris: Karate Kommandos)
- Бесконтрольные[англ.] (Unsupervised)

## Награды
- Лауреат премии «ТОП 50. Самые знаменитые люди Петербурга» (2009) от журнала «Собака.ru» в номинации «Медиа»[8][126].
- Серебряная кнопка YouTube (2015 год) — за достижение каналом отметки в 100 000 подписчиков[8][9].
- Лауреат премии «Медиаперсона года» (2017) газеты «Комсомольская правда в Санкт-Петербурге»[8][127]
- Золотая кнопка YouTube (2018 год) — за достижение каналом отметки в 1 000 000 подписчиков[11].
- Благодарность Президента Российской Федерации (27 февраля 2023 года) — за вклад в работу Общероссийской общественно-государственной организации «Российское военно-историческое общество»[128].
- Ведомственная награда Министерства обороны Российской Федерации медаль «Константин Симонов» (3 ноября 2023 года) — за работу и успехи в вопросах информационного обеспечения Вооружённых сил[129].
- Лауреат премии «Феникс» (2024) — награда от видеохостинга Rutube в номинации «Точка зрения»[130].